# Бенава

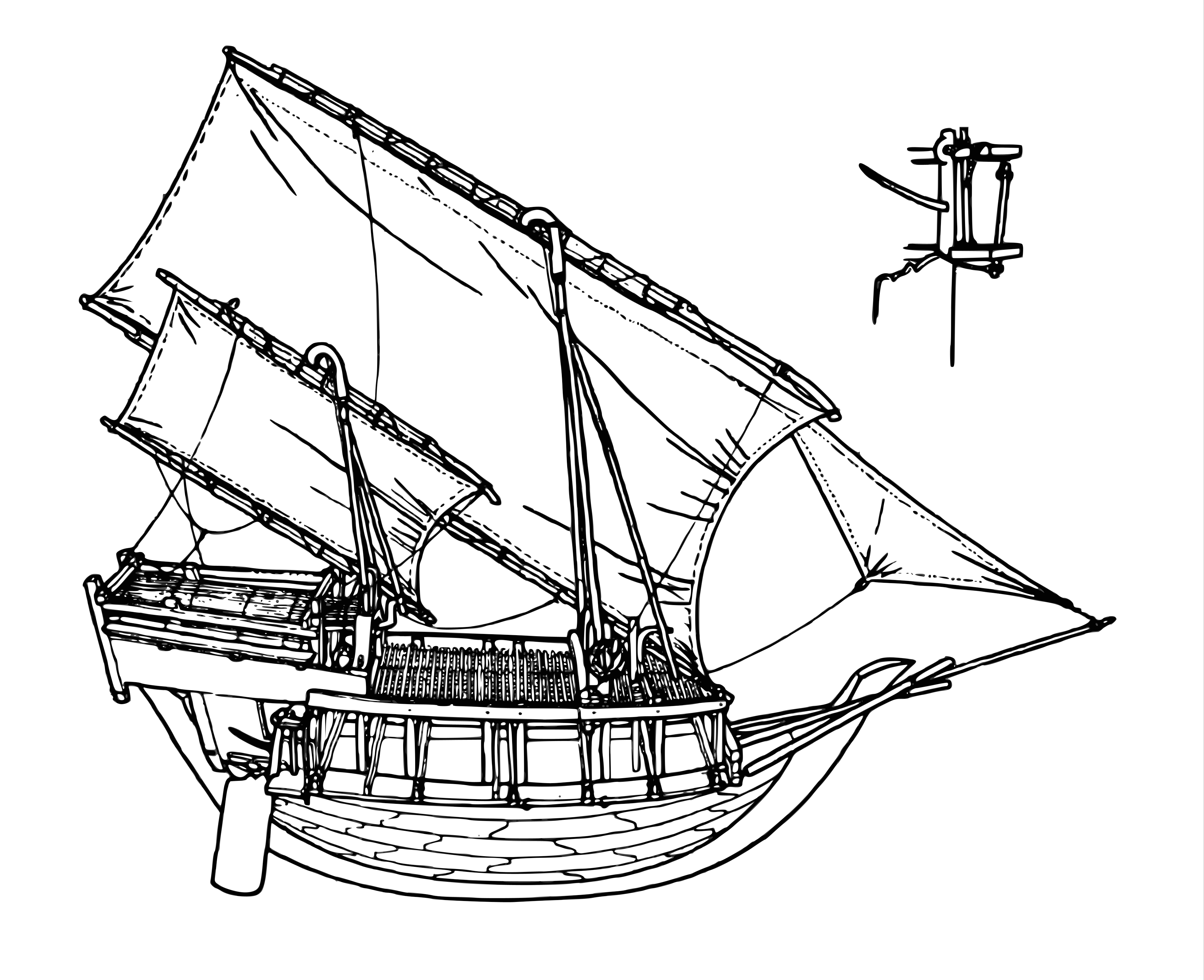
Зображення бенави з султанату Гова на острові Сулавесі. На вставці зображене кріплення керма. Судно зображене з клівером на бушприті, що є результатом європейського впливу.

Бенава (індонез. benawa) або банава (індонез. banawa) — тип вітрильного океанського корабля, що використовувався в султанаті Гова з південно-західного Сулавесі в сучасній Індонезії. Найдавніший запис про це судно наводиться хроніці султанату Банджармасін (Хікаят Банджар) :Line 1067, яка була написана у 1663 році або незабаром після цього :181. З часом це судно вийшло з ужитку і було замінено на судна з подібним корпусом, такі як падеваканг та пізніше паларі :109-110.

## Етимологія
Слово benawa або banawa походить з яванського слова «kawi», що старояванською, що означає човен або корабель. :75, :201. У різних інших регіональних мовах це слово могло стосуватися різного типу суден, залежно від контексту речення. :196

## Опис
Бенава створювалася для перевезення коней і буйволів. Корпус широкий з опуклим кілем, з високими форштевнем і ахтерштевнем. Днище корабля було розділено рядами поперечних балок, які кріпились до шпангоутів. Балки створювали каркас корабля і одночасно розділяли простір під палубою на рівні відсіки для тварин. Палуба над «стайнею» в трюмі складається з бамбукових решіток :110.
Човен керувався за допомогою двох кермових весел, якими управляли керманичі, що стояли на зовнішніх галереях. Кермові весла встановлювались на механізмах, які забезпечували можливість їх швидкого аварійного підняття, наприклад — при проходженні над мілиною чи наближенні до берега.. Під палубою на піднятому юті судна розміщувалась невеличка каюта для капітана. Судно могло мати від 2 до 3 щогл, усі у вигляді довгих бамбукових триног, нижні частини яких кріпились до важких табернаклів. Якщо нижні частини щогл висунити з кріплень, які їх утримують, будь-яку щоглу можна було легко опустити на палубу. Корабель був озброєний традиційними австронезійськими вітрилами типу танджа, що виготовлялись з циновок, сплетених з кароро. З європейським впливом, на суднах поступово також стали іноді використовувати вітрила західного стилю. У минулому макассарські моряки могли плавати на бенавах аж до Нової Гвінеї та Сінгапуру :111-112.